# (1791) Patsayev
(1791) Patsayev – planetoida z pasa głównego planetoid okrążająca Słońce w ciągu 4 lat i 201 dni w średniej odległości 2,74 au. Została odkryta 4 września 1967 roku w Krymskim Obserwatorium Astrofizycznym w Naucznyj na Półwyspie Krymskim przez Tamarę Smirnową. Nazwa planetoidy pochodzi od Wiktora Pacajewa (1933-1971), radzieckiego kosmonauty. Przed nadaniem nazwy planetoida nosiła oznaczenie tymczasowe (1791) 1967 RE.